# Diaea punctata
Diaea punctata là một loài nhện trong họ Thomisidae.
Loài này thuộc chi Diaea. Diaea punctata được Ludwig Carl Christian Koch miêu tả năm 1875.